# К-1000
Кросс-1000 — советский кроссовый тяжёлый мотоцикл с коляской. Выпускался Ирбитским мотоциклетным заводом (ИМЗ «Урал») небольшими партиями для гонщиков, выступающих в чемпионатах СССР и на международных соревнованиях.

## Конструкция  мотоцикла
- Двигатель: двухцилиндровый оппозитный двигатель рабочим объёмом 950 см³, карбюраторы - Dell'Orto с диаметром диффузора 34мм
- Подвеска: спереди — длиннорычажная (ход 180 мм) с пружинно-гидравлическими амортизаторами; сзади — маятниковая (ход 210 мм) с пружинно-гидравлическими амортизаторами
- Тормоза: спереди — дисковый с гидроприводом, сзади - барабанный с механическим приводом

Колеса (невзаимозаменяемые): переднее 3,75 X 19”, заднее 4,75 X 18”, коляски 3,5 X 16”